# Зоряна брама
«Зоряна брама» (англ. Stargate) — пригодницька військова науково-фантастична франшиза, зосереджена на подорожах землян світами галактики за допомогою іншопланетних пристроїв, відомих як «Зоряні брами». Початковий задум належить Роланду Еммеріху й Діну Девліну. Перший фільм «Зоряна брама» вийшов 28 жовтня 1994 р. завдяки кінокомпаніям Metro-Goldwyn-Mayer і Carolco Pictures і він став хітом, зібравши $200 млн. у всьому світі. Через три роки Бред Райт і Джонатан Глеснер створили телесеріал «Зоряна брама: ЗБ-1» як продовження до фільму.
На додаток до кіно і телебачення франшиза Зоряна брама розширилася в супутній продукції, у тому числі, книгах, відеоіграх і коміксах, що призвело до розвитку вигаданого всесвіту серіалу і його міфології. У 2002 р. розпочалася трансляція першого анімаційного варіанту франшизи «Зоряна брама: Нескінченність», який містить неканонічну інтерпретацію всесвіту на відміну від оригіналу. У 2004 р. світ побачив телесеріал «Зоряна брама: Атлантида» — відгалуження від «Зоряна брама: ЗБ-1», а 2 жовтня 2009 р. відбулася прем'єра третього телесеріалу «Зоряна брама: Всесвіт». Останній був скасований після двох сезонів. У 2008 р. вийшов на DVD фільм-завершення останньої сюжетної арки «ЗБ-1» «Зоряна брама: Ковчег правди», який зібрав понад $21 млн., а 29 липня 2008 «Зоряна брама: Континуум». 17 квітня 2011 р. продюсер франшизи Бред Райт заявив, що всі плани на її продовження скасовані на невизначений термін, закінчивши, таким чином, 17 сезонів телевізійного виробництва. 2017 стало відомо про виробництво вебсеріалу, що слугує приквелом до оригінального фільму. Крім того франшиза включає романи, комікси та ігри.

## Опис всесвіту

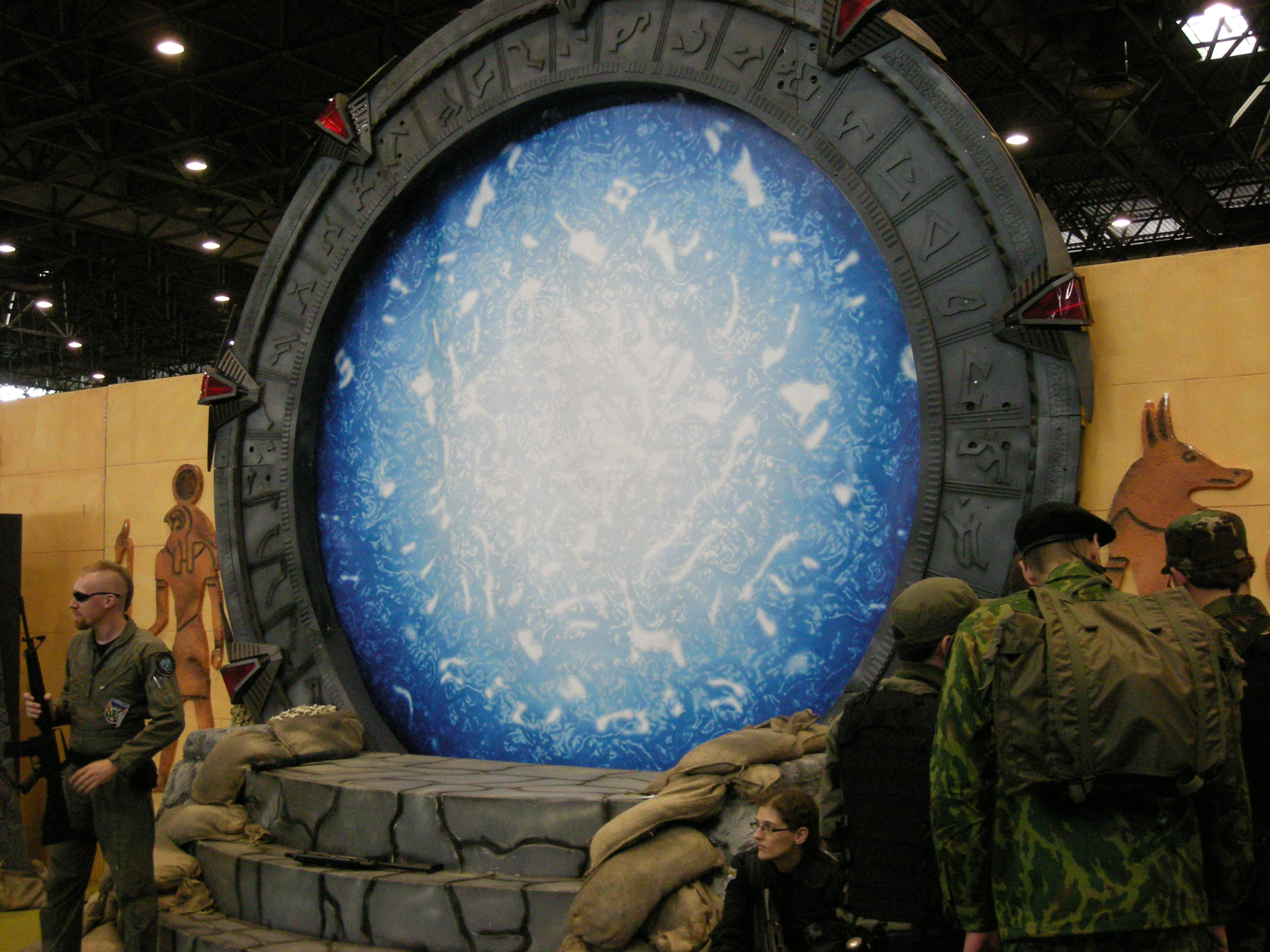
Макет Зоряної брами

У фільмах і серіалах «Зоряна брама» є пристроєм, призначеним для майже миттєвого перенесення між двома точками всесвіту. Створені в давнину цивілізацією Древніх, Зоряні брами утворюють систему, яка поєднує планети галактики Чумацький Шлях, а також кількох інших галактик. Такі пристрої розташовані на багатьох планетах, в тому числі й на нашій.
Земна «Зоряна брама» була знайдена у 1928 році на плато Гізи у Єгипті та розміщена на території військового комплексу Cheyenne Mountain в Колорадо. До 1990-х років принцип керування «брамою» залишався невідомим (за винятком випадкового запуску брами у 1945 році). У 1990-х роках вчений Деніел Джексон (спеціаліст з єгиптології, який вважав, що піраміди були спорудами для посадки космічних кораблів) відкрив секрет їх запуску. Урядом США було сформовано Командування Зоряних брам (КЗБ), покликане досліджувати інші планети і протистояти іншопланетним загрозам. Під час експедицій крізь «брами» земляни встановили контакти з різноманітними, як дружніми так і ворожими, чужопланетянами й людьми, вивезеними на віддалені планети іншопланетянами в минулому. Попри те, що дослідження часом мають глобальний вплив і суттєво просунули розвиток технологій землян, вони тримаються в таємниці від громадськості.
Центральними темами серіалів є дослідження нових світів, боротьба з вороже налаштованими істотами які стали основою для земних міфологій, та опанування спадком зниклої цивілізації Древніх.

## Склад франшизи

Головні герої серіалу «Зоряна брама: ЗБ-1»

### Кіно і телебачення
Уперше всесвіт «Зоряних брам» був представлений у науково-фантастичному фільмі Роланда Еммеріха «Зоряна брама» (1994). Надалі він отримав продовження у трьох серіалах: «Зоряна брама: SG-1» (10 сезонів), «Зоряна брама: Атлантида» (5 сезонів) і «Зоряна брама: Всесвіт» (2 сезони), фільмах «Зоряна брама: Ковчег правди» і «Зоряна брама: Континуум», мультсеріалі «Зоряна брама: Безмежність», а також у книгах та інших продуктах, зокрема, у чотирьох тематичних парках.

Після довгої перерви у виробництві серіалів, 20 липня 2017 було анонсовано вебсеріал «Зоряна брама: Походження» (Stargate: Origins), що стартував на початку 2018 року. Було знято 10 епізодів по 10 хвилин кожен, присвячених подіям, що передували оригінальному фільму.
В Україні трансляцію фільмів та серіалів «Зоряної брами» здійснює канал К1.
| Фільм                                                          | Дата релізу                          | Касові збори         | Касові збори         | Касові збори | Режисер         |
| Фільм                                                          | Дата релізу                          | Сполучені Штати      | За кордоном          | Загальні     | Режисер         |
| -------------------------------------------------------------- | ------------------------------------ | -------------------- | -------------------- | ------------ | --------------- |
| Зоряна брама (англ. Stargate)                                  | 28 жовтня 1994                       | $71,565,669          | $125,000,000         | $196,565,669 | Роланд Еммеріх  |
| Зоряна брама: Ковчег правди (англ. StarGate: The Ark of Truth) | 11 березня 2008                      | $13,166,110          | $20,354,000          | $33,520,110  | Роберт С. Купер |
| Зоряна брама: Континуум (англ. StarGate: Continuum)            | 29 липня 2008                        | $8 055 900           | $17 872 384          | $25 728 284  | Мартін Вуд      |
| Телесеріал                                                     | Творець                              | Показ по телебаченню | Показ по телебаченню | Епізоди      | Сезони          |
| Телесеріал                                                     | Творець                              | Дебют                | Кінець               | Епізоди      | Сезони          |
| Зоряна брама: SG-1 (англ. Stargate SG-1)                       | Бред Райт, Джонатан Глеснер          | 27 липня 1997        | 13 березня 2007      | 214          | 10              |
| Зоряна брама: Атлантида (англ. Stargate: Atlantis)             | Бред Райт, Роберт С. Купер           | 16 липиня 2004       | 9 січня 2009         | 100          | 5               |
| Зоряна брама: Всесвіт (англ. Stargate Universe)                | Бред Райт, Робрет С. Купер           | 2 жовтня 2009        | 9 травня 2011        | 40           | 2               |
| Зоряна брама: Походження (англ. Stargate: Origins)             | Марк Ілвідсон, Джастін Міхаель Террі | 14 лютого 2018       | 8 березня 2018       | 10           | 1               |
| Анімація                                                       | Творець                              | Показ по телебаченню | Показ по телебаченню | Епізоди      | Сезони          |
| Анімація                                                       | Творець                              | Дебют                | Кінець               | Епізоди      | Сезони          |
| Зоряна брама: Нескінченність (англ. Stargate Infinity)         | Ерік Левальд, Міхаель Маліані        | 14 вересня 2002      | 24 березня 2003      | 26           | 1               |

#### Романи
За «Зоряною брамою» написано понад 70 романів, які переповідають або доповнюють події фільмів та серіалів франшизи. Найвище оціненими з-поміж них є:
- «Зоряна брама SG-1: Мерзлота» (англ. Stargate SG-1: Permafrost, 2014)
- «Розвелл» (англ. Roswell, 2007)
- «Спротив» (англ. Resistance, 1999)
- «Розвідка» (англ. Reconnaissance, 1998)
- «Переходи» (англ. Transitions, 2011)
- «Зоряна брама» (англ. Stargate, 1995)
- «Зоряна брама: SG-1 та Атлантида: Далекі обрії» (англ. Stargate SG-1 & Atlantis: Far Horizons, 2014)
- «Вбивство в КЗБ» (англ. Murder at the SGC, 2015)
- «Зоряна брама: Атлантида — Невознесена» (англ. Stargate Atlantis: Unascended, 2014)
- «Зоряна брама: Атлантида — Релікварій» (англ. Stargate Atlantis: Reliquary, 2011)[13]

#### Комікси
- «Зоряна брама: Світ Судного дня» (англ. StarGate: Doomsday World, 1996—1997)
- «Зоряна брама: Один народ під владою Ра» (англ. StarGate: One Nation Under Ra, 1997)
- «Зоряна брама: Підсвіт» (англ. StarGate: Underworld, 1997)
- «Спешал до конвенту 2003-го» (англ. 2003 Convention Special, 2003)
- «Військовополонені» (англ. POW, 2004)
- «Спешал до конвенту 2004-го» (англ. 2004 Convention Special, 2004)
- «Приквел „Падіння Риму“» (англ. Fall of Rome Prequel, 2004)
- «Падіння Риму» (англ. Fall of Rome, 2004)
- «Ейріс Боч» (англ. Aris Boch, 2004)
- «Пісня Деніела» (англ. Daniel's Song, 2005)
- «Анонс „Зоряна брама: Атлантида“» (англ. Stargate Atlantis Preview, 2005)
- «Спешал до конвенту 2006-го» (англ. 2006 Convention Special, 2006)
- «Приквел до „Ра відроджений“» (англ. Ra Reborn Prequel, 2006)
- «Падіння рейфів» (англ. Wraithfall, 2006—2007)
- «Спешал до конвенту 2004-го» (англ. 2007 Convention Special, 2007)
- «Вала Мал Доран» (англ. Vala Mal Doran, 2010)
- «Деніел Джексон» (англ. Daniel Jackson, 2010)
- «Назад до Пегаса» (англ. Back to Pegasus, 2016)
- «Брами» (англ. Gateways, 2016—2017)
- «Серця та розуми» (англ. Hearts & Minds, 2017 — випуск триває)
- «Зоряна брама: Всесвіт» (англ. Stargate Universe, 2017 — 2018)[14]

Крім того існує серія довідкової літератури про всесвіт «Зоряної брами» та створення серіалу.

### Настільні ігри
- Stargate Trading Card — гра вийшла в травні 2007 р. Вона доступна в онлайновій і друкованій формах. Дизайнером є Sony Online Entertainment, яка також запустила онлайн-версію гри, і опублікована Comic Images.
- Stargate Role-Playing Game (рольова гра). Продюсер — Alderac Entertainment.

### Відеоігри
- Stargate (1995) — шутер-платформер для Super Nintendo Entertainment System і Sega Mega Drive, розроблений Probe Entertainment Limited і виданий Acclaim Entertainment.
- Stargate SG-1: The Alliance — відеогра, заснована на всесвіті Stargate, яка повинна була вийти наприкінці 2005 р., але була скасована.
- Stargate Worlds була розроблюваною багатокористувальницькою онлайновою рольовою грою. Автори та продюсери розглядали Stargate Worlds як гру, що функціонує пліч-о-пліч з серіалом. Розробка припинилася в 2012 році.
- Stargate: Resistance (2010) — онлайн-шутер від третьої особи. Вийшов 10 лютого 2010 р. Відтоді він був скасований через контракт із MGM.
- Stargate SG-1: Unleashed (2013) — пригодницька гра про оригінальну команду SG-1, вийшла для Android і iOS, розроблена Arkalis MGM Interactive.
- Stargate: Timekeepers — розроблювана CreativeForge Games стратегія в реальному часі, події якої розгортатимуться після 7-го сезону оригінального серіалу[16].

### Аудіокниги
Компанія Big Finish Productions випустила низку аудіороманів, супутніх до серіалів «SG-1» і «Атлантида». Події їх усіх вважаються канонічними.
SG-1
- «Зоряна брама SG-1: Дар богів» (англ. Stargate SG-1: Gift of the Gods, 2008)
- «Зоряна брама SG-1: Гра в наперстки» (англ. Stargate SG-1: Shell Game, 2008)
- «Зоряна брама SG-1: Саварна» (англ. Stargate SG-1: Savarna, 2008)
- «Зоряна брама SG-1: Перший помічник» (англ. Stargate SG-1: First Prime, 2009)
- «Зоряна брама SG-1: Патоген» (англ. Stargate SG-1: Pathogen, 2009)
- «Зоряна брама SG-1: Лінії зв'язку» (англ. Stargate SG-1: Lines of Communication, 2009)
- «Зоряна брама SG-1: Напіврозпад» (англ. Stargate SG-1: Half Life, 2012)
- «Зоряна брама SG-1: Око за око» (англ. Stargate SG-1: An Eye for an Eye, 2012)
- «Зоряна брама SG-1: Інфільтрація» (англ. Stargate SG-1: Infiltration, 2012)
- «Зоряна брама SG-1: Відлучення» (англ. Stargate SG-1: Excision, 2012)
- «Зоряна брама SG-1: Лукавство» (англ. Stargate SG-1: Duplicity, 2012)
- «Зоряна брама SG-1: Колесо часу» (англ. Stargate SG-1: Time's Wheel, 2012)

Атлантида
- «Зоряна брама: Атлантида — Необхідне зло» (англ. Stargate Atlantis: A Necessary Evil, 2008)
- «Зоряна брама: Атлантида — Надобраніч!» (англ. Stargate Atlantis: Perchance to Dream, 2008)
- «Зоряна брама: Атлантида — Нульова точка» (англ. Stargate Atlantis: Zero Point, 2008)
- «Зоряна брама: Атлантида — Враження» (англ. Stargate Atlantis: Impressions, 2009)
- «Зоряна брама: Атлантида — Доброта чужинців» (англ. Stargate Atlantis: The Kindness of Strangers, 2009)
- «Зоряна брама: Атлантида — Розплавлення» (англ. Stargate Atlantis: Meltdown, 2009)[17]

## Перезапуск
У вересні 2013 року було повідомлено про плани Metro-Goldwyn-Mayer перезапустити франшизу, знявши нову кінотрилогію, яка мала стартувати у 2016 році. Але в листопаді 2016 продюсер оригінального фільму Дін Девлін розповів, що відмовився від цієї ідеї і поки що перезапуск відкладено. Головною причиною він назвав тенденцію сучасних фільмів створити франшизу і зібрати з неї гроші, а не збільшити цінність самого фільму. «Я думаю, якби ми почали зараз роботу над „Зоряною брамою“, фанатам би це точно сподобалося, ми змогли б зробити щось дійсно цікаве. Але якби ми схалтурили, вони б відкинули проєкт. І я не хочу братися за перезапуск, тому що раптом ми помилимось. Це одна з причин, яка нас стримує.» — пояснив він у інтерв'ю для журналу «Empire».
У березні 2022 року компанія Amazon купила Metro-Goldwyn-Mayer, а з нею і права на франшизу. Брет Райт перед цим висловився, що нова «Зоряна брама» напевне буде створена. Проте це може бути як перезапуск франшизи, так і пряме продовження наявного вигаданого всесвіту.